# Hussein Iashaish
Hussein Iashaish (arabisch حسين عشيش, DMG Ḥusain ʿIšaiš; * 6. August 1995 in Amman) ist ein jordanischer Amateurboxer.

## Erfolge
Der 1,82 m große Rechtsausleger begann 2010 mit dem Boxsport, erreichte Platz 10 bei den Jugend-Weltmeisterschaften 2012 in Armenien und gewann eine Bronzemedaille bei den Jugend-Asienmeisterschaften 2013 auf den Philippinen.
2014 gewann er die jordanischen Meisterschaften und konnte an den Asienspielen 2014 in Südkorea teilnehmen, wo er Platz 7 erreichte. 2015 verteidigte er den nationalen Meistertitel, gewann nach Halbfinalniederlage gegen Iwan Dytschko eine Bronzemedaille bei den Asienmeisterschaften in Thailand und startete bei den Weltmeisterschaften 2015 in Katar, wo er im Viertelfinale gegen Bahodir Jalolov auf Platz 7 ausschied.
2016 gewann er eine Bronzemedaille beim Chemiepokal in Deutschland und qualifizierte sich bei den Ausscheidungskämpfen in China für die Olympischen Sommerspiele 2016 in Brasilien. Dort schlug er im Achtelfinale Mihai Nistor und verlor im Viertelfinale gegen den späteren Olympiasieger Tony Yoka.
Durch seinen Gewinn einer Bronzemedaille bei den Asienmeisterschaften 2017 in Usbekistan qualifizierte er sich für die Weltmeisterschaften 2017 in Deutschland. Dort schied er im Achtelfinale gegen Məhəmmədrəsul Məcidov aus.
Bei den Asienmeisterschaften 2019 in Thailand schied er im Halbfinale gegen Sanjar Tursunov aus und gewann Bronze. Bei den Weltmeisterschaften 2019 in Russland schied er im Viertelfinale gegen Wassili Lewit aus.
Er erkämpfte sich 2020 bei der asiatischen Qualifikation einen Startplatz für die 2021 in Tokio ausgetragenen Olympischen Spiele. Dort besiegte er Julio Castillo, ehe er im Viertelfinale gegen Abner Teixeira ausschied. Bei den Weltmeisterschaften 2021 in Belgrad unterlag er gegen Enmanuel Reyes. 2022 gewann er die Asienmeisterschaft in Amman.
Beim 2. olympischen Qualifikationsturnier im Juni 2024 in Bangkok siegte er gegen den Belgier Noa Hadjit, den Rumänen Andrei Arădoaie und den Franzosen Yojerlin César, womit er sich für die Olympischen Spiele 2024 in Paris qualifizierte. Dort verlor er im Achtelfinale gegen Gabrijel Veočić.